# 七ヶ岳
七ヶ岳（ななつがたけ、ななつがだけ）は、福島県南会津郡南会津町中央部にある標高1,635.8 mの山。一等三角点「七ツケ岳」設置。日本三百名山、東北百名山、新・うつくしま百名山、会津百名山に選定されている。
福島県南西部に位置する南会津町の中央に位置する。山稜の南西端に山頂を擁し、山頂から北東に約3 kmにわたって痩せた稜線と、その南東面は比高約200 mの断崖が続く。地質は、新第三紀の砂岩、凝灰岩類を基盤岩として、第四紀初め頃に噴出、堆積したデイサイト質溶結凝灰岩から成っている。この溶結凝灰岩層は、北西方向約10 km先にある駒止湿原のある駒止高原まで達する。 
山中はブナの原生林が残り、山頂付近はハクサンシャクナゲ、ベニサラサドウダン、ムラサキヤシオツツジが茂る。

## 歴史
古くは七森岳（ななつがもりだけ）、荒倉山（あらくらやま）とも呼ばれた。稜線に7つの峰が連なることから七ヶ岳（ななつがたけ）といわれた。山に棲む鬼伝説があり住民から怖がられた。江戸時代の文化年間に編纂された『新編会津風土記』では、「七森嶽 一名荒倉山、俗七嶽ト云　・・七峯相並ヒ東西ニ連ナル、故ニコノ名アリ、西ノ第一峯最高ク一番嶽ト称ス・・コノ山ニママ大石ヲ転シ大木ヲ踣（たお）スカコトキ奇異ノ音ヲキキ、或ハアヤシキサマニテ馬ニ乗リ麓ヲ過ルモノヲ見ルコトアリト云、山鬼ノ所為ナリトテ土人怖アヘリ」とある。
高度経済成長期には一部農林業地として木材の伐採が行われた。

## 登山ルート
- 羽塩コース
  - 羽塩登山口からのコースは2019年の台風による豪雨災害の影響により入山規制が行われている[1]。
  - 会津鉄道七ヶ岳登山口駅または国道121号に沿う山ノ原集落から広域基幹林道七ヶ岳線で羽塩登山口へ。羽塩登山口から山頂まで約2時間20分である[1]。
- 黒森沢登山コース
  - 黒森沢登山口から護摩滝まで約1時間15分、護摩滝から山頂まで約1時間15分である[1]。
- 下岳登山コース、古内登山コース
  - 下岳登山口から山頂まで約2時間30分である[1]。古内登山口からのコースと途中で合流する[1]。
- たかつえ登山コース
  - たかつえ登山口から会津高原たかつえスキー場のゲレンデ沿いに登る。たかつえ登山口から山頂まで約2時間30分[1]。

## ギャラリー

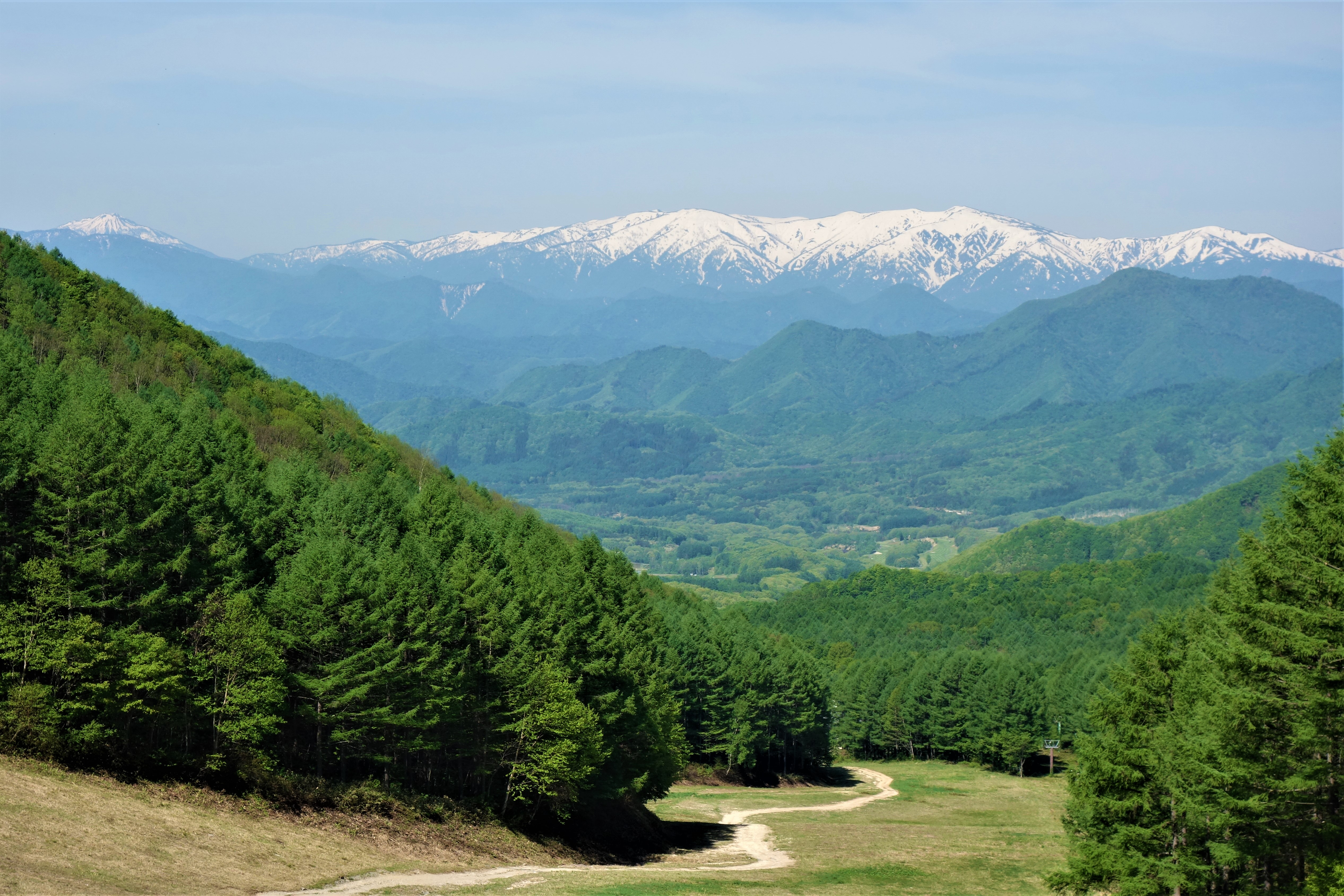
たかつえスキー場からの燧ヶ岳と会津駒ヶ岳
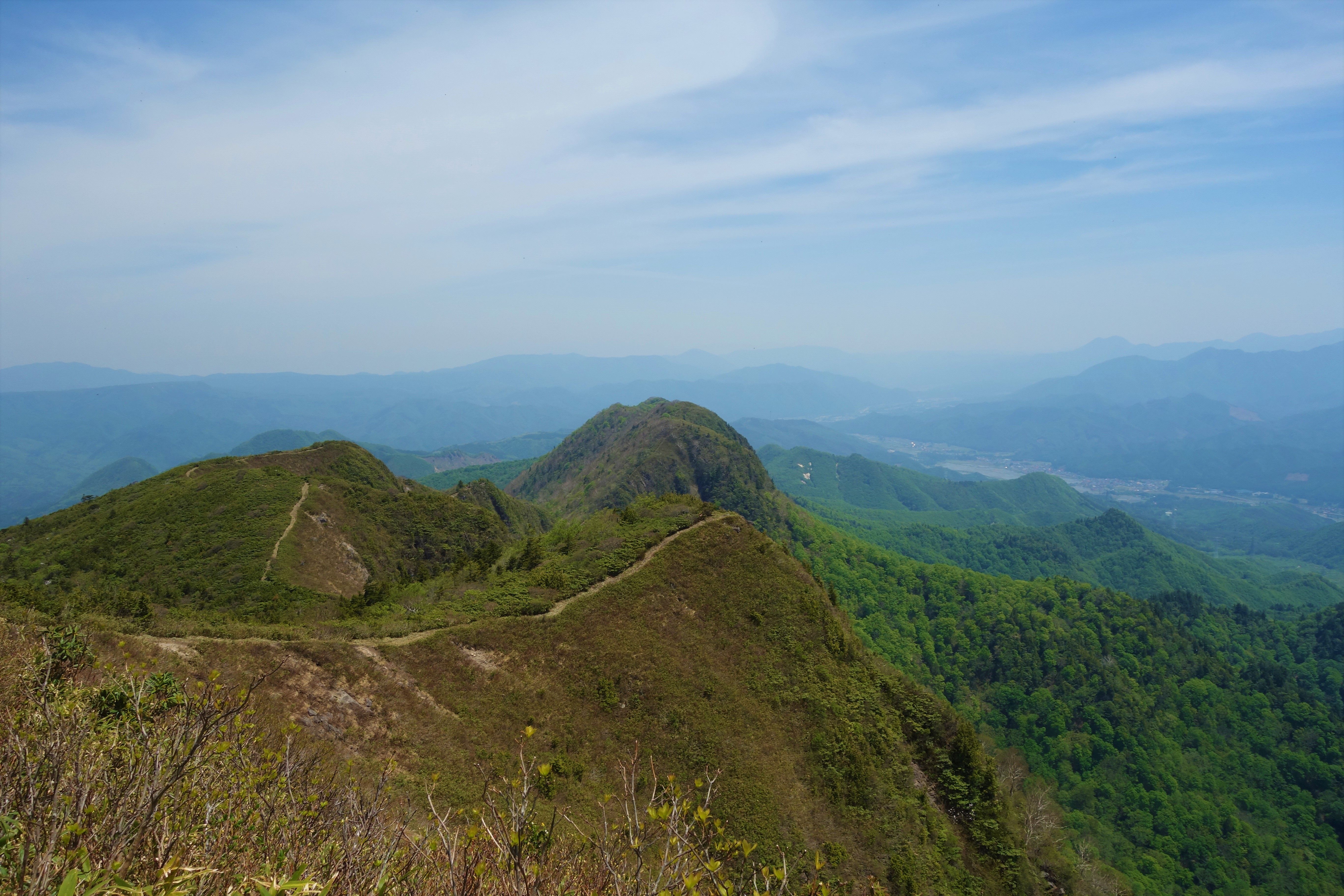
一番岳から見た下岳方面と会津田島の集落
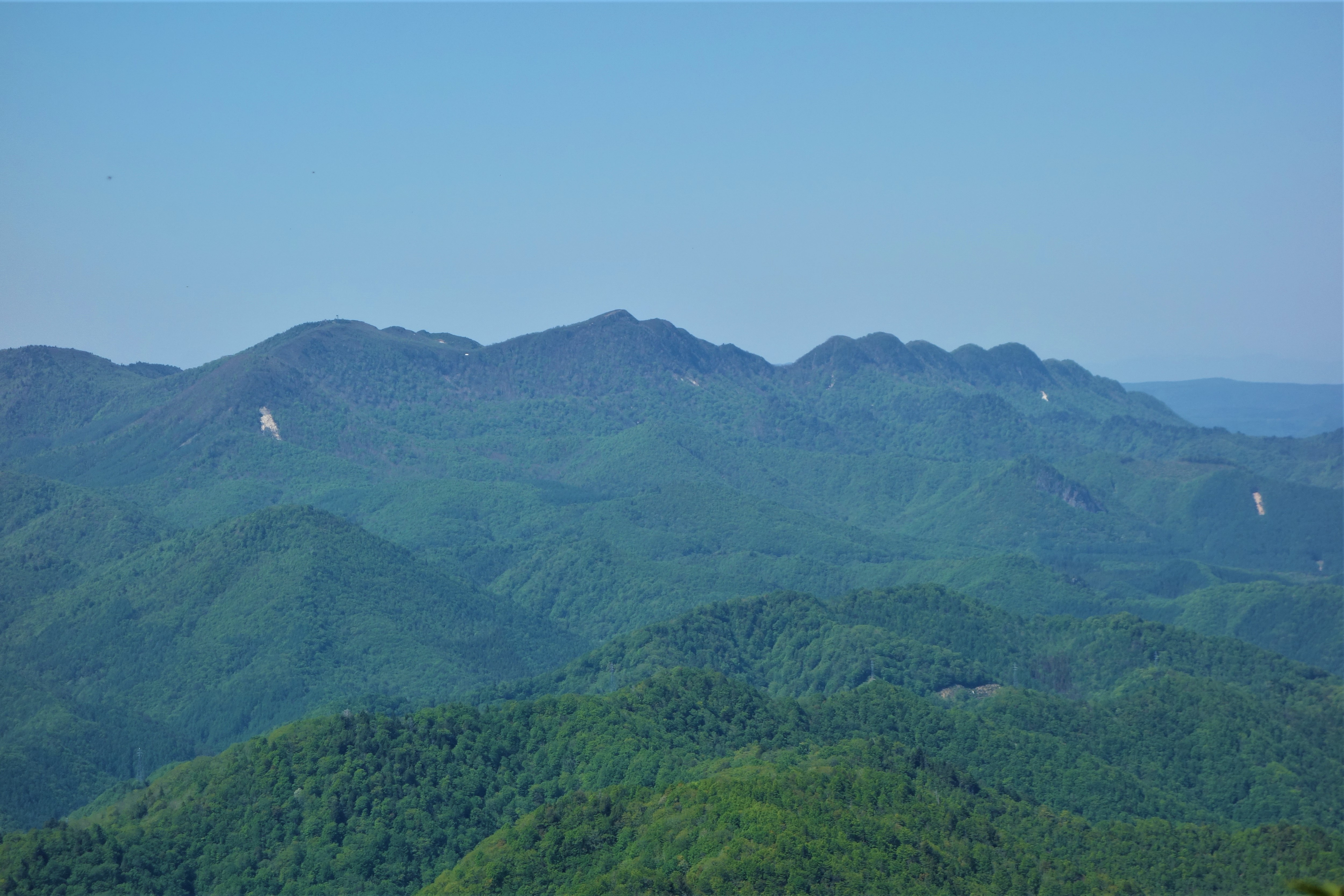
荒海山から見た七ヶ岳
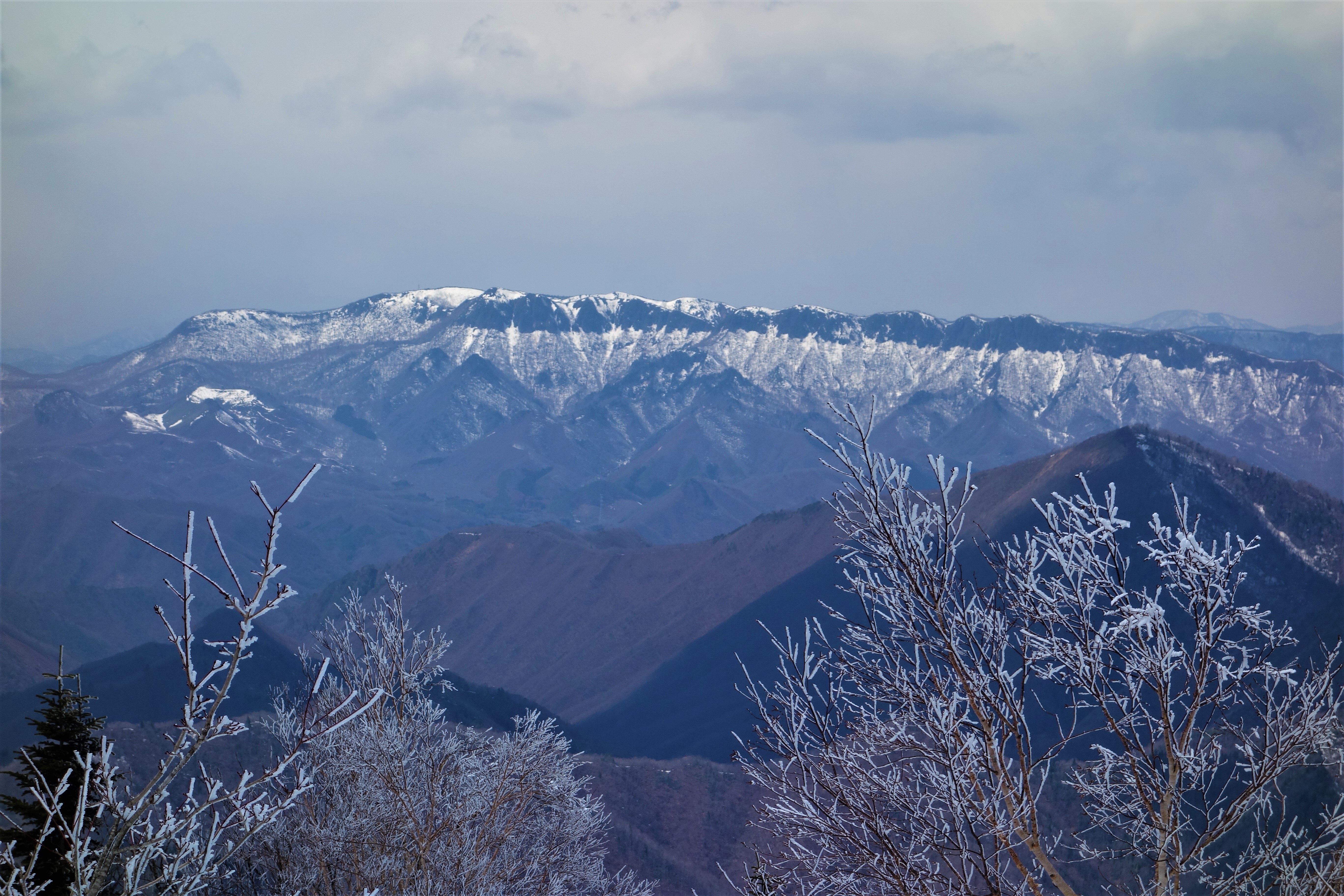
男鹿岳から見た七ヶ岳